# Riikka Honkanen
Riikka Honkanen (Nurmijärvi, 17 luglio 1998) è un'ex sciatrice alpina finlandese.

## Biografia
Specialista delle prove tecniche attivo dal novembre del 2014, Riikka Honkanen ha esordito in Coppa Europa il 7 dicembre 2015 a Trysil in slalom gigante (42ª), in Coppa del Mondo il 30 gennaio 2016 a Maribor nella medesima specialità, senza completare la prova, e ai Campionati mondiali a Sankt Moritz 2017, dove si è classificata 34ª nello slalom gigante e non ha completato lo slalom speciale. Ai successivi Mondiali di Åre 2019 è stata 29ª nello slalom gigante, 9ª nella gara a squadre e non ha completato lo slalom speciale, mentre a quelli di Cortina d'Ampezzo 2021, sua ultima presenza iridata, si è classificata 9ª nella gara a squadre, non ha completato lo slalom gigante e lo slalom speciale e non si è qualificata per la finale nello slalom parallelo; il 21 novembre dello stesso anno ha ottenuto a Levi in slalom speciale il miglior risultato in Coppa del Mondo (28ª).
Ai XXIV Giochi olimpici invernali di Pechino 2022, sua unica presenza olimpica, si è piazzata 37ª nello slalom speciale e non ha completato lo slalom gigante; ha preso per l'ultima volta il via in Coppa del Mondo il 10 gennaio 2021 a Flachau in slalom speciale, senza completare la prova, e si è ritirata durante la stagione 2022-2023: la sua ultima gara in carriera è stata lo slalom gigante di Coppa Europa disputata a Maribor il 10 febbraio, chiuso dalla Honkanen al 47º posto.

## Palmarès

### Mondiali juniores
- 2 medaglie:
  - 1 argento (slalom gigante a Soči/Roza Chutor 2016)
  - 1 bronzo (slalom gigante a Davos 2018)

### Coppa del Mondo
- Miglior piazzamento in classifica generale: 123ª nel 2022

### Coppa Europa
- Miglior piazzamento in classifica generale: 84ª nel 2019

### South American Cup
- Miglior piazzamento in classifica generale: 23ª nel 2020
- 1 podio:
  - 1 terzo posto

### Australia New Zealand Cup
- Miglior piazzamento in classifica generale: 19ª nel 2023
- 1 podio:
  - 1 terzo posto

### Far East Cup
- Miglior piazzamento in classifica generale: 3ª nel 2020
- 6 podi:
  - 1 vittoria
  - 1 secondo posto
  - 4 terzi posti

#### Far East Cup - vittorie
| Data            | Località  | Paese         | Specialità |
| --------------- | --------- | ------------- | ---------- |
| 6 febbraio 2020 | Yongpyong | Corea del Sud | GS         |

Legenda:

GS = slalom gigante

### Campionati finlandesi
- 14 medaglie:
  - 6 ori (slalom gigante nel 2016; slalom gigante nel 2017; slalom speciale nel 2018; slalom gigante, slalom speciale, combinata nel 2019)
  - 4 argenti (slalom speciale nel 2016; slalom speciale, slalom parallelo nel 2017; slalom gigante nel 2022)
  - 4 bronzi (slalom gigante, slalom speciale, supercombinata nel 2015; supergigante nel 2019)